# AirAsia India
Now Everyone Can Fly
AirAsia India est une compagnie aérienne à bas prix Indo-Malaisienne.

## Historique
Annoncée le 19 février 2013, c'est alors une coentreprise entre AirAsia Berhad détenant à l'origine 49 % des parts, Tata Sons 30 % et Telestra Tradeplace les 21 % restants. Cette compagnie marque également le retour du groupe Tata à l'aviation depuis 60 ans,. Air Asia India commence son activité le 12 juin 2014.
AirAsia est la première compagnie étrangère à installer une filiale en Inde.
En septembre 2020, elle détient 6% du marché indien. Au cours de l'année 2020, le groupe malaisien laisse entendre qu'il souhaite se retirer de la coentreprise.
AirAsia India voit son actionnaire indien passer le 29 décembre 2020 de 51% à 84% du capital, pour un montant d’environ 31 millions d’euros, quittant le groupe AirAsia. Les parts restantes sont détenues par AirAsia Investment ltd.

## Destinations

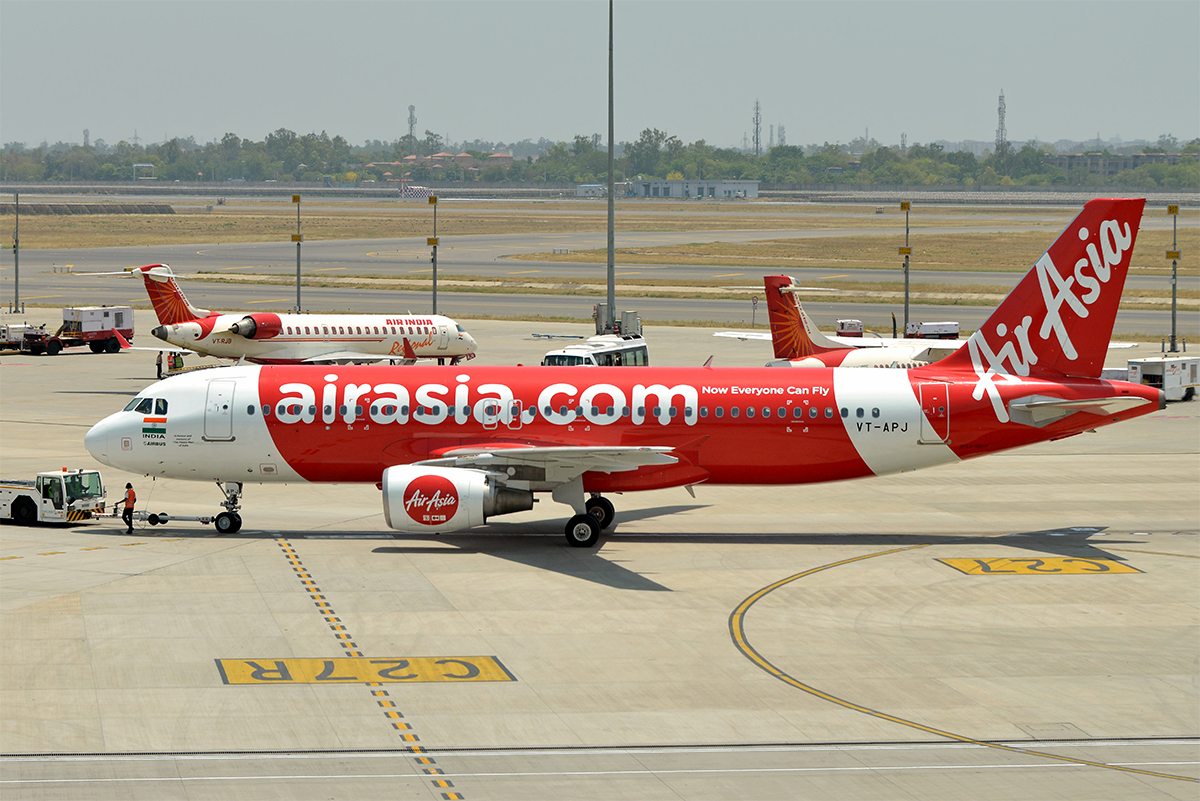
AIrbus A320-200

## Flotte
La flotte d'AirAsia India est composée des appareils suivants en novembre 2020 :
| Appareil        | En service | Commandés | Options | Passagers (economy) | Notes |
| --------------- | ---------- | --------- | ------- | ------------------- | ----- |
| Airbus A320-200 | 30         | —         | ND      | 180                 |       |
| Airbus A320neo  | 1          | 2         | ND      | 186                 |       |
| Total           | 31         |           |         |                     |       |